# Ex on the Beach (Suecia)
Ex on the Beach (en su idioma original Ex on the Beach Sverige) es un reality show sueco transmitido por Kanal 11 y Dplay Suecia, basado en la versión británica Ex on the Beach. La serie se estrenó el 6 de abril de 2016. Cuenta con ocho hombres y ocho mujeres que disfrutan de unas vacaciones de verano en el paraíso, mientras que buscan amor. Sin embargo, se les unieron sus ex para agitar las cosas. Cada ex esta allí, ya sea por venganza o revivir su amor. El espectáculo es narrado por Allan Arnold. El programa no contó con una temporada en 2021 después de haber sido cancelado.

## Temporadas
| Año  | Temporada   | Ubicación | Episodios | Inicio           | Final           |
| ---- | ----------- | --------- | --------- | ---------------- | --------------- |
| 2015 | Temporada 1 | Suecia    | 24        | 6 de abril       | 27 de mayo      |
| 2016 | Temporada 2 | Suecia    | 24        | 28 de marzo      | 16 de julio     |
| 2017 | Temporada 3 | Suecia    | 24        | 20 de marzo      | 8 de junio      |
| 2018 | Temporada 4 | Suecia    | 24        | 22 de marzo      | 10 de junio     |
| 2018 | Temporada 5 | Suecia    | 24        | 30 de septiembre | 16 de diciembre |
| 2019 | Temporada 6 | Suecia    | 24        | 28 de marzo      | 9 de junio      |
| 2019 | Temporada 7 | Suecia    | 24        | 24 de octubre    | 29 de diciembre |
| 2020 | Temporada 8 | Suecia    | 24        | 9 de abril       | 18 de junio     |
| 2020 | Temporada 9 | Suecia    | 24        | 29 de octubre    | 11 de enero     |

### Temporada 1 (2015)
Solteros:
- Andrija "Adinator" Mijanovic (1-24)
- Simon Viking Väliste (1-24)
- Niklas Nilsson (1-24)
- Johannes "Leonidas" Ulmefors (1-15)
- Sara Bolay (1-24)
- Anna-Lisa Herascu (1-24)
- Emelie Rydberg (1-24)
- Josephine Qvist (1-24)

Exes:
- Oskar Pavek (2-7)
- Elin Hagberg (3-9)
- Viktoria Bergh (5-20)
- Bella Davis (8-23)
- Jade Duvis (8-23)
- Brandon Barton (10-13)
- Tonje Hagen (11-13)
- Umit Obeyd (13-19)
- Andie Vedenkvist (14-21)
- Alexandra Nygren (16-23)
- David Rohlén (17-23)
- Tolga Ayranci (19-23)
- Jacob Reineborg (21-23)

### Temporada 2 (2016)
Solteros:
- Andrijano "Adinator" Mijanovic (1-24)
- Nenad Radoicic (1-24)
- Hampus Ekberg (1-24)
- Kim Gidlund (1-8)
- Jasmine Gustafsson (1-24)
- Amelia Silowá (1-24)
- Ida Österberg (1-24)
- Olivia Ring (1-13)

Exes:
- Cindy Viberg (2-7)
- Joey Koski (3-10)
- Jerry Rekonius (3-9)
- Elin Johansson (6-24)
- Andreas Ishak (7-11)
- Mathilda Westlund (8-9)
- Martina Schepler (9-15)
- Maco Saieed (10-13)
- Nino Andersen (11-24)
- Michelle Svendsen (11-24)
- Jesper "Jeppe" Johansson (13-17)
- Anna-Lisa Herascu (14-19)
- Kayla Domingos (16-23)
- Adrian Tejeda (19-22)
- David Rohlén (20-24)
- Filip Jankulovski (22-24)

### Temporada 3 (2017)
Solteros:
- Johannes "Leonidas" Ulmefors (1-24)
- Rasmus Ullman (1-24)
- Oliver Sallman (1-21, 23-24)
- Ali Sadooun (1-8)
- Antonija Mandir (1-24)
- Julia Markham (1-24)
- Wilma Nilsagård (1-24)
- Rebecka Nilsson (1-24)

Exes:
- Robin Johansson (1-24)
- Carl Åberg (2-24)
- Robin Kullman (4-7)
- Cornelia Bååth (4-10)
- Frida Manderstedt (6-14)
- Jack Stengel-Dahl (7-24)
- Josefin Irming (9-15)
- Amanda Kniberg (11-19)
- Madeleine Åhgrén (13-18)
- Kristijan Dumnica (15-18)
- Rasmus Karlsson (16-22)
- Elin Skog (18-24)
- Madeleine Eljert (20-22)
- William Ulmefors (21-24)
- Happy Malmqvist (22-24)
- Johan Andersen (22-24)

### Temporada 4 (2018)
Solteros:
- Joel Åkesson (1-18, 21-24)
- Josefin Hådén (1-24)
- Diana Baban (1-24)
- Sebastian Tristan Idevall
- Oliver Sallman (1-24)
- My Karlberg (1-15, 19-24)
- Kardo Ahmad (1-24)
- Shanice Hallberg (1-24)
- Felix Nyqvist (1-4)

Exes:
- Cassandra Viola (2-12)
- Kevin Poshkohani (3-8)
- Sara Hillding (5-8)
- Johannes "Leonidas" Ulmefors (6-24)
- Amanda Kniberg (7-24)
- Arnold Majesthick (8-12)
- Ludvig Taninger (10-18)
- My Tuvesson (11-18)
- Fredrik Voneggers (13-19)
- Melissa Larsson (15-22)
- Jacob Baronsson (16-20)
- Matilda Hellgren (18-20)
- Alexander Elinoff (20-23)
- Rebecka Johansson (21-23)

### Temporada 5: Edición Estrellas (2018)
Solteros:
- Eric Hagberg (1-8)
- Jasmine Gustafsson (1-19, 22-24)
- Adrian Montin (1-12)
- Andrijano "Adinator" Mijanovic (1-24)
- Sara Bolay (1-24)
- Elin Skog (1-24)
- Diana Baban (1-24)
- Alexander D’Rosso (1-24)

Exes: 
- Oliver Sallman (1-15)
- Moa Wennerberg (2-18)
- Diego Mami (4-10)
- Cassandra Viola (5-14)
- Paulina "Paow" Danielsson (6-19)
- Kristoffer (7-16)
- Kevin Nordin (9-24)
- Ellinor Johansson (11-16)
- Daniel Averö (13-22)
- Anna-Lisa Herascu (15-24)
- Wictor Djärv (15-24)
- Ludvig Taninger (17-24)
- Alexandra Fellini (18-23)
- Melissa Larsson (18-24)
- Amelia Silowá (20-24)
- Johan Brolin (22-23)

### Temporada 6 (2019)
Solteros:
- Niklas Åkerlund
- Julia Markham
- Josef ”Loco” Sattarov
- Nora Oskarsson
- David Lindgren
- Pontus Brodin
- Sara Lynx Gustafsson
- Valerie Vera

### Temporada 7 (2019)
Solteros:
- Ida Österberg
- Edwin Ramwall
- Jasmina Ayyoub
- Emil Andersson
- Amanda Fransson
- Ludvig Taninger
- Ewelina Ostrowska
- Tola Mohammed

### Temporada 8: Celebridades (2020)
Solteros:
- Adrijano "Adinator" Mijanovic (1-24)
- Josephine Qvist (1-8)
- Gabriela "Bella" Andersson (1-24)
- Haidar Juma (1-23)
- Elin Skog (1-24)
- Arvid Stenbäcken (1-13, 22-24)
- Dennis Mlivic (1-24)

Exes:
- Monalisa Skinnari (2-6)
- William Afsenius (4-9)
- Emma Hellström (4-16)
- Adrian Montin (6-19)
- Nina Glimsell (7-24)
- Sara Bolay (7-17)
- Ida Asperud (7-14)
- Alexander D’Rosso (9-24)
- Lisa Jönsson (11-24)
- Alexandra Nord (13-21)
- Marc Stenbäck (14-18)
- Anna-Larisa Herascu (16-22)
- Pierre Louis Olsson (17-23)
- Julia Markham (20-24)
- Bettina Buchanan (20-24)
- Dennis Kvist (22-24)

### Temporada 9: Celebridades (2020-2021)
Solteros:
- Andrija "Adinator" Mijanovic (1-24)
- Agnes Von Corswant (1-24)
- Edwin Ramwall (1-24)
- Jasmine "Jasse" Gustafsson (1-16)
- Marcus "Mcuze" Johansson (1-10, 19-24)
- Niklas Åkerlund (1-24)
- Sara Lynx Gustafsson (1-24)

Exes:
- Elin "Woodie" Skoogh (1-6)
- Adam Linard (2-24)
- Hannah Klostermann (3-13)
- Josephine Qvist (4-9)
- Genri Teivald (5-9)
- Matilda Bohäll (6-24)
- Adrian Montin (8-10)
- Josefine Odyssey (9-24)
- Haidar Juma (9-14)
- Sara Bolay (11-16)
- Pontus Brodin (12-16)
- Ebba Gustafsson (14-18)
- Benjamin Stade (14-24)
- Vanessa Sarossy (15-24)
- Gabriella "Bella" Andersson (17-24)
- Jesper "Ace" Jernberg (18-24)
- Anna-Lisa Herascu (20-24)

## Ex on the Beach Celebridades: Amor en la Montaña
Ex on the Beach: Peak of Love (en su idioma original) es una temporada especial, Sara Bolay, Alex D’Rosso, Elin Skog y Edwin Ramwall , anteriores participantes del programa, dejan a sus ex en la playa y se dirigen a Åre. Se mudan a un paraíso invernal mientras esperan a los solteros que quieran conocerlos para invitarlos a una cita. Se estrenó el 22 de febrero de 2021 culminando el 5 de mayo, sin embargo todos los episodios fueron eliminados de la página streaming donde fue publicado luego de que se cancelara momentáneamente el programa.

## Cancelación
El 4 de mayo de 2021, Discovery Networks anunció que la próxima temporada fue cancelada. Las grabaciones estaban programadas para septiembre y se estaba llevando a cabo un proceso de casting para encontrar participantes. Esto después del hecho de que la producción de "Paradise hotel Suecia" optó por detener la temporada que estaba en curso, debido a las denuncias de dos participantes femeninas por abuso sexual dentro de la producción de dicho programa. Los episodios de Paradise Hotel 16 fueron eliminados de la página streaming donde fue publicado, Viaplay. Luego de todo esto se tomó la decisión de ni siquiera iniciar la grabación prevista de "Ex on the beach", por lo que no se emitirá en 2021.
“Hemos optado por cancelar la producción prevista de Ex on the Beach porque simplemente no creemos que eso sea lo que quieren los espectadores en este momento. Seguimos el debate actual y optamos temprano por retomar la discusión y luego decidimos que no realizaremos la grabación prevista " – Sanna Gollne, responsable de prensa de Discovery Networks.